# Tom Ellis (polityk)
Richard Thomas (Tom) Ellis (ur. 15 marca 1924 w Rhosllannerchrugog, zm. 14 kwietnia 2010) – brytyjski (walijski) polityk, menedżer i inżynier górnictwa, członek Izby Gmin i poseł do Parlamentu Europejskiego.

## Życiorys
Syn górnika Roberta Ellisa i Edith z domu Hughes. W 1944 ukończył chemię w Bangor University, w 1952 uzyskał tytuł BSc z inżynierii górniczej na University of Nottingham. Podczas II wojny światowej pracował w fabryce materiałów wybuchowych ICI Nobel. Następnie związany z przemysłem górniczym, w latach 50. był wicedyrektorem kopalni węgla Bersham Colliery i Llay Colliery, od 1960 kierował pierwszą z kopalni. Szefował Stowarzyszeniu Fabiańskiemu w Wrexham.
W 1943 wstąpił do Partią Pracy. W latach 1970–1983 zasiadał w Izbie Gmin, od 1975 do 1979 był oddelegowany do Parlamentu Europejskiego. Pełnił funkcję parlamentarnego podsekretarza przy sekretarzu ds. transportu Billu Rodgersie. W 1981 przeszedł do Partii Socjaldemokratycznej, z jej ramienia bezskutecznie kandydował do Izby Gmin i Parlamentu Europejskiego. Wraz z socjaldemokratami w 1987 przyłączył się do Liberalnych Demokratów, od 1988 do 1990 kierował walijską odnogą ugrupowania, Welsh Liberal Democrats.
Od 1949 był żonaty z Noną z domu Williams, mieli czworo dzieci. Opublikował dwie książki wspomnieniowe.